# Villárdiga
Villárdiga – gmina w Hiszpanii, w prowincji Zamora, w Kastylii i León, o powierzchni 16,92 km². W 2011 roku gmina liczyła 96 mieszkańców.